# Кончо (Аризона)
Кончо (енгл. Concho) насељено је место без административног статуса у америчкој савезној држави Аризона.

## Демографија
По попису из 2010. године број становника је 38.
| Група             | 2000.    | 2010.      |
| Белци             | 0 (0,0%) | 17 (44,7%) |
| Афроамериканци    | 0 (0,0%) | 1 (2,6%)   |
| Азијати           | 0 (0,0%) | 0 (0,0%)   |
| Хиспаноамериканци | 0 (0,0%) | 13 (34,2%) |
| Укупно            | 0        | 38         |